# アブサロン

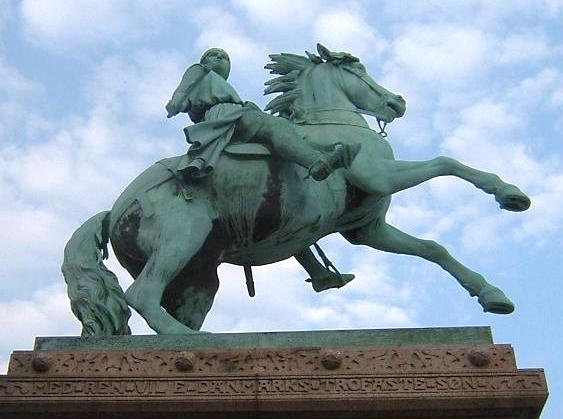
コペンハーゲンにあるアブサロンの銅像。

アブサロン（Absalon, 1128年ごろ - 1201年3月21日）は、デンマークの大司教で政治家。彼はシェラン島ヒョンネスルヴのヴィーゼ家（Hvide）の当主アサ・リーの息子で、彼と兄のエスビョルン（Esbjørn, あるいはエスバンEsbern）は幼い王子ヴァルデマー、後のヴァルデマー1世と共に育った。

## 若年期
生家で座学だけでなくあらゆる武術の訓練など基本的な教育をしっかり受けた後、アブサロンは兄と共にパリの神学校へ留学した。彼がサクソ・グラマティクスの『デンマーク人の事績』に初めて登場するのは1157年クヌーズ5世やヴァルデマー1世と王位を争ったスヴェン3世に相客としてロスキレに招かれた下りである。アブサロンとヴァルデマー1世はこの油断ならない主の暗殺の手から免れ、ようやくユトランド半島へ逃れた。スヴェン3世は彼らを追跡したが、グラーテ・ヘーゼの戦いで敗北し殺害された。

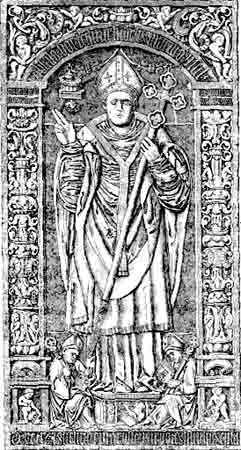
ソーレー修道院にあるアブサロンの墓碑

## 司教時代
1158年、ヴァルデマー1世は自らが王位に就いた同年アブサロンをロスキレ司教に任命した。1。以降アブサロンはヴァルデマー1世の第一顧問となり、以後ヴァルデマー1世、クヌーズ6世、ヴァルデマー2世の3代に渡るデンマークによるバルト海支配の方針の発案者となった。
アブサロンは、後にポメラニアと呼ばれるバルト海沿岸部に拠点を持ち北海に出没するヴェンド人2の海賊の掃討を目論み、しばらくこれに注力した。ヴァルデマーの継承時には3分の1に減ってしまっていたデンマークの海岸を海賊は要領よく荒らしていた。
1. ロスキレ大司教エスキルがフリードリヒ1世に拘禁されていたため王自らが任命した。しかし教会の叙任権を侵害する行為であった為、以後1世紀に渡る叙任権闘争の原因となった[1]。
2. ドイツ人の東方植民に圧迫された彼らはヴァルデマー1世の先世代で起きたデンマークの王位を巡る内紛に乗じ、ロラン島やファルスター島を襲撃し、そこに定住を開始していた[2]。

## 軍事遠征
アブサロン自らの指揮により1160年開始されたヴェンド遠征は、リューゲン島アルコナ岬（en:Cape Arkona）のヴェンド人の神スヴェントヴィトの聖域がある砦が降伏する1168年まで続いた。アルコナのヴェンド人は降伏と同時にキリスト教への改宗も受け入れた。アブサロンはアルコナから船でリューゲン島の中央に位置するヴェント人の政治的な本拠地カレンツァ（de:Charenza）を目指した。そこに駐屯していたヴェンド人たちはアルコナの予想外の降伏により、デンマークの船を見ただけで恐れをなして無条件で降伏した。アブサロンは偶像を切り倒して燃やすためにオーフスの司教スヴェンと12人のハスカールだけを連れヴェンド人の屈強な戦士6,000人が成す二重の列の間を通り抜け、要塞の入口へと続く湿地の狭く曲がりくねった道を通り、7つの頭を持つ神リュギエヴィト（en:Rugievit）の神殿へと向かった。ガルツ（en:Garz）の全ての民は洗礼を受け、アブサロンはリューゲン島に12の教会を築いた。ヴェンド族の主要な出撃路を破壊した甲斐もあり、アブサロンはデンマーク海軍の規模を大幅に縮小した。しかし彼はバルト海への監視の目を怠らず、1170年にはさらに東方のヴォリン島のディーフェナウにある海賊の本拠地をもう1つ破壊した。
1176年、アブサロンは王からシェラン島東岸のエーアソン海峡に面した要衝の地に要塞を築く許可を得た。これが後のコペンハーゲンとなった。
1178年彼は嫌々ながらルンドの大司教になった。パリウムを受けるよう説得してくる教皇庁の破門だけが脅威だったが、彼はついにこれを受け入れた。アブサロン最後の軍功は1184年の聖霊降誕祭の日にデンマークの属国を襲撃してきたリューゲン侯ヤロミール1世（de:Jaromar I.）のポメラニアの海軍をストレラ（シュトラールズント）で殲滅したことだった。彼はまだ57歳だったが奮闘続きで年齢の割に老けていた。アブサロンは軍を引退し、ヴァルデマー公爵（後のヴァルデマー2世）のような若者に海軍や軍事の指揮を任せて満足していたようだが、自らの才能によって築いた主権の座からは退かなかった。
彼の一連の軍事攻勢の目的はデンマークを神聖ローマ帝国の影響下から脱却させることにあったが、1162年ヴァルデマー1世はアブサロンの助言と警告に反し、フランスのドールでフリードリヒ1世に忠誠を誓った。1182年クヌーズ6世が即位に際し神聖ローマ帝国の大使がロスキレを訪れたが、新王への忠誠の誓いからアブサロンはこれに決然として耐えた。

## 文化的功績
アブサロンはデンマークの伝道者の長としても国のために数えきれない程の貢献をした。教会や修道院を建てシトー会や聖アウグスチノ修道会のような国外の聖職者の地位も保証し、学校を設立して国内の文明化と啓蒙に力を尽くした。彼は1167年デンマーク人で初めて教会会議をルンドで開いた人物であった。またサクソ・グラマティクスがデンマーク史『デンマーク人の事績』を著す手助けをした。なお、アブサロンはノーラ・オースム教会の建立に当たり石碑を奉献しているが（DR.347、ノーラ・オースム石碑）、碑文は当時教会で用いられていたラテン語ではなくデンマーク語でルーン文字によって刻まれている。

## 死と遺産
1201年アブサロンは一族の墓所として建設し、自らも多額の寄贈をしたシトー会のソーレー修道院（en:Sorø Abbey）で没した。
アブサロンは依然として聖職者、政治家そして戦士として等しく偉大であり、中世の特筆すべき大人物の一人であり続けている。立派な体格と若い頃の訓練のおかげで彼は軍の訓練に適応した。彼が戦闘行為を楽しんでいたのは疑いの余地が無く、アブサロンは陸軍では最高の騎手、海軍では最高の泳ぎ手だった。その上、流血を避けるために剣ではなくメイスで戦うことが唯一許される聖職の司教たちとは違っていた。アブサロンは彼の教会の任務を決して怠ることがなかった。彼の起こした戦争すら十字軍的な性質を帯びていた。
デンマーク海軍のアブサロン級多目的支援艦の1番艦及び級名は彼の名にちなんで命名されている。

## 引用
翻訳元
- この記事にはアメリカ合衆国内で著作権が消滅した次の百科事典本文を含む: Chisholm, Hugh, ed. (1911). "Absalon". Encyclopædia Britannica (英語). Vol. 1 (11th ed.). Cambridge University Press. p. 73-74.